# Olivella (geslacht)
Olivella is een geslacht van zeeslakken uit de familie van de Olividae. De wetenschappelijke naam werd voor het eerst gepubliceerd door William Swainson in 1831, die Olivella definieerde als een ondergeslacht van Oliva.

## Kenmerken
Het geslacht is verwant aan Oliva; de naam Olivella betekent "kleine olijf". Dit geeft aan dat Olivella-soorten in het algemeen kleiner zijn dan Oliva-soorten, hoewel er vele uitzonderingen zijn. De schelpen zijn langwerpig, conisch met een min of meer scherpe tip.

## Verspreiding en leefgebied
De meeste Olivella-soorten komen voor in de Amerika's. Olivella biplicata komt talrijk voor aan de kust van Californië. De plaatselijke indianen gebruikten de schelpen om wampums te maken. In Florida is Olivella pusilla de meest voorkomende soort.

## Soorten
Er zijn meer dan honderd soorten bekend die tot dit geslacht worden gerekend, waaronder een aantal fossiele, vooral uit het Mioceen.
Voor de volledige soortenlijst zie: - World Register of Marine Species.